# Kula Shaker
Kula Shaker är en brittisk popgrupp från London som slog igenom i 1996 med debutalbumet K och singlarna "Tattva" och "Govinda". Efter genombrottet har man givit ut tre ytterligare album. Bandmedlemmarna har vid sidan av Kula Shaker haft andra musikprojekt, sångaren Crispian Mills har bland annat haft bandet "The Jeevas" och skapat filmmusik.

## Medlemmar
Nuvarande medlemmar
- Crispian Mills – sång, gitarr (1995–1999, 2004–)
- Alonza Bevan – basgitarr, bakgrundssång (1995–1999, 2004–)
- Paul Winterhart – trummor (1995–1999, 2004–)
- Harry Broadbent – keyboard (2006 –)

Tidigare medlemmar
- Jay Darlington – keyboard (1995–1999)

## Diskografi
Studioalbum
- K (1996)
- Peasents, Pigs & Astronauts (1999)
- Strangefolk (2007)
- Pilgrims Progress (2010)
- K 2.0 (2016)

Samlingsalbum
- Kollected – The Best Of Kula Shaker (2002)

EPs
- Summer Sun EP (1997)
- Revenge of the King (2006)
- Freedom Lovin' People (2007)

Singlar (topp 10 på UK Singles Chart)
- "Tattva" (1996) #4
- "Hey Dude" (1996) #2
- "Govinda" (1996) #7
- "Hush" (1997) #2
- "Sound of Drums" (1998) #3